# Подлесное (Могилёв-Подольский район)
Подлесное (укр. Підлісне) — село на Украине, находится в Могилёв-Подольском районе Винницкой области.
Население по переписи 2001 года составляет 66 человек. Почтовый индекс — . Телефонный код — 4337.
Занимает площадь 0 км².

## Адрес местного совета
24032, Винницкая область, Могилёв-Подольский р-н, пгт. Вендичаны, ул. Ленина, 55